# Agadir n’Gouf
Die als Agadir n’Gouf bezeichnete Bergfestung (kasbah) befindet sich auf einer Anhöhe im Westen des Hohen Atlas-Gebirges in der Nähe von Ijoukak (Provinz Al Haouz, Region Marrakesch-Safi), Marokko.

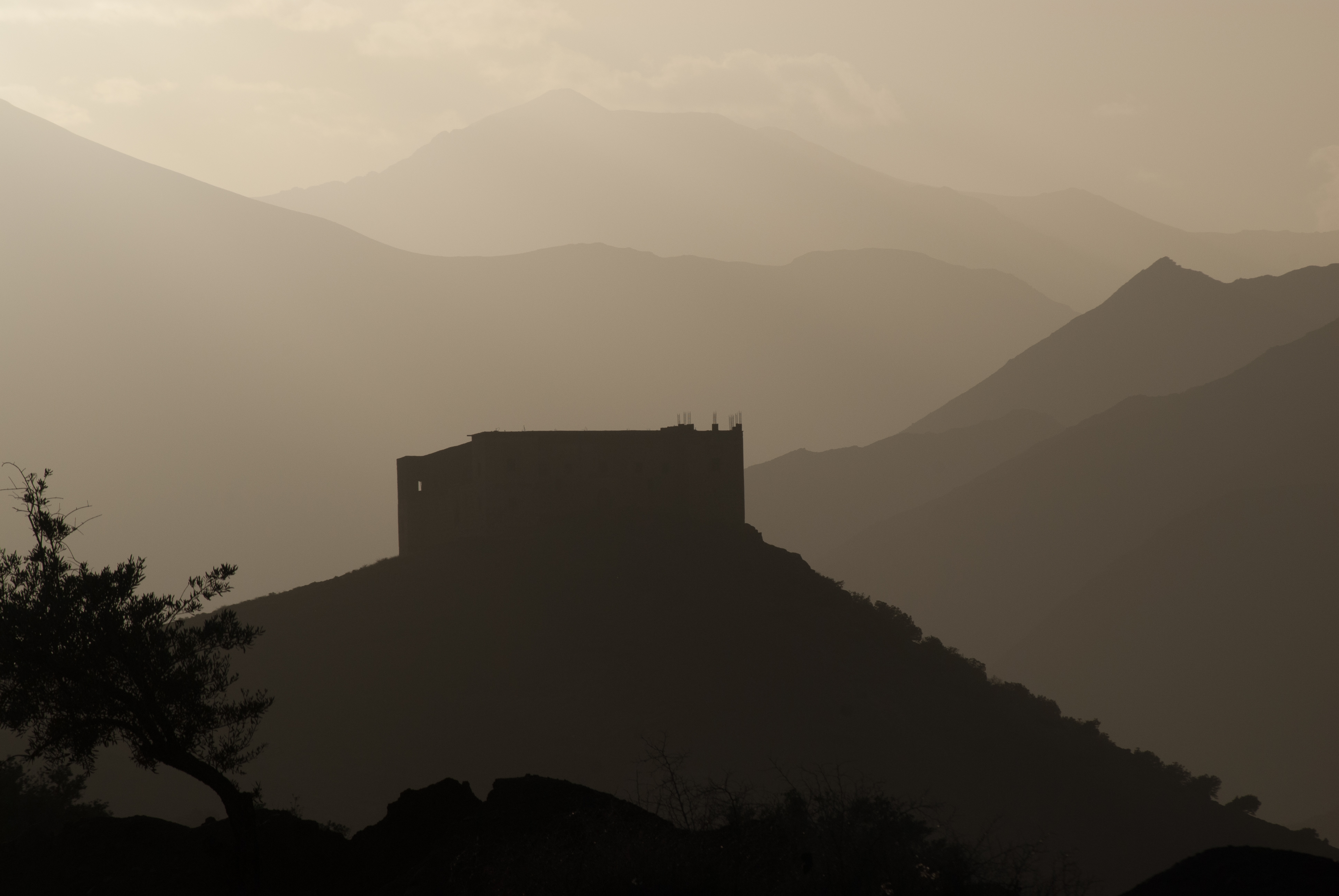
Agadir n’Gouf

## Etymologisches
Die Bezeichnung Agadir ist irreführend, denn es handelt sich bei dem Bauwerk nicht um eine Speicherburg zur Lagerung von Lebensmitteln und Gerätschaften, sondern um eine vorrangig militärischen oder repräsentativen Zwecken dienende Festung (kasbah).

## Geschichte
Der Agadir n’Gouf wurde im Jahr 1907 von Angehörigen des Berberstammes der Goundafa erbaut, der die Region und den Tizi n’Test-Pass kontrollierte und beherrschte. Der Stamm blieb auch nach dem Beginn der französischen Protektoratszeit über Marokko politisch weitgehend autonom, wenngleich in den 1920er Jahren hier eine Garnison der Fremdenlegion einquartiert wurde. Der Bau diente zeitweise auch als Gefängnis – so wurde der schottische Politiker und Schriftsteller Robert Cunninghame Graham während seiner Marokko-Reise vorübergehend hier festgehalten.

## Architektur
Der Agadir n’Gouf ist ein vollkommen quadratischer Bau von etwa 25 m Seitenlänge mit vier aus den Mauerfluchten hervortretenden Ecktürmen, die die Seiten allerdings nicht überragen. Eine derart geradlinige und systematische Architektur ist im Maghreb eher ungewöhnlich und so ist europäisches Ideengut bei der Gesamtkonzeption nicht unwahrscheinlich. An den Innenwänden des um einen ebenfalls quadratischen Hof gruppierten Baus befinden sich die einzelnen Räumlichkeiten – diese dienten als Unterkünfte sowie als Wach- und Lagerräume; auch an einen minarettlosen Gebetsraum wurde gedacht.